# La Grande
La Grande [ləˈɡrænd] är administrativ huvudort i Union County i Oregon. Enligt 2010 års folkräkning hade orten 13 082 invånare.

## Kända personer från La Grande
- Ron Gilbert, datorspelsdesigner
- John F. Nugent, politiker